# Systemarkitekt
Systemarkitekt generell beskrivning av den som ansvarar för teknisk design av hela eller delar av ett IT-projekt eller system. Idag väljer man ofta att detaljera rollen ytterligare genom att specifikt tala om Infrastrukturarkitekt eller teknisk arkitekt när rollen handlar om design av hårdvara, respektive Lösningsarkitekt (eng. Solutions Architect) om rollen gäller design av ett mjukvaruprojekt.
Många (bland annat Microsoft) har gjort ytterligare uppdelning av mjukvaruarkitektrollen genom att överst i hierarkin placera en Koncernarkitekt (eng. Enterprise Architect) som ansvarar för den övergripande IT-arkitekturen inom en koncern eller större företag. Koncernarkitekten ansvarar för det som motsvarar en stadsplan i traditionell arkitektur. Denna "stadsplan" ligger sedan till grund för lösningsarkitektens arbete när denna skall designa ett specifikt system som skall användas inom företaget.
Om den aktuella systemarkitekturen är serviceorienterad talar man dessutom om en Servicearkitekt som ansvarar för detaljdesign av varje tjänst/service i den design som lösningsarkitekten tagit fram.
En övergripande beskrivning av dessa har föreslagits vara IT-arkitekt. Enligt denna beskrivning omfattar IT-arkitektur tre områden systemarkitektur, verksamhetsarkitektur och interoperabilitetsarkitektur.